# 齋藤龍吾
齋藤 龍吾（さいとう りゅうご、9月6日 - ）は、日本の男性声優。東京都出身。アーティストスタッフカンパニー所属。斉藤 龍吾（読みは同じ）の芸名で活動していた時期もある。斎藤 龍吾と表記されることもある。

## 来歴
以前は九プロダクション、ぷろだくしょん★A組に所属していた。勝田声優学院、映像テクノアカデミア卒業。

## 人物
趣味・特技は見た夢を覚えていること。資格はボイラー試験2級、クリーニング師。
実年齢より高めの老人役などもこなすが、エフェクトいらずで宇宙人声もできる。

## 出演作品

### テレビアニメ
1999年
- ∀ガンダム

2000年
- 犬夜叉（武将）

2004年
- サムライチャンプルー（役人）
- 鋼の錬金術師（兵C）

2005年
- 格闘美神 武龍（2005年 - 2006年、松本、従者、望の祖父） - 2シリーズ
- ギャラリーフェイク（客）

2006年
- おとぎ銃士 赤ずきん（村人）

2007年
- アイドルマスター XENOGLOSSIA（幹部B）
- ロケットガール（局員）
- ロミオ×ジュリエット（テューバル）

2008年
- 銀魂（おじいさん）
- CLANNAD 〜AFTER STORY〜（相手チーム監督）
- 黒執事（2008年 - 2010年、店主、ハヴォック、アクロイド卿） - 2シリーズ
- シゴフミ（店主）
- ドルアーガの塔 〜the Aegis of URUK〜（将校）
- 隠の王（教師）

2009年
- ケロロ軍曹（夫）

2010年
- 薄桜鬼（2010年 - 2012年、雪村綱道） - 3シリーズ

2013年
- クレヨンしんちゃん（外来患者）
- 忍たま乱太郎（天座毛粕十郎、山賊）
- 名探偵コナン（男）

2014年
- 信長協奏曲

### OVA
- 異世界の聖機師物語（2009年、教皇、人事官、執事）

### ゲーム
- Haloシリーズ（2001年、ギルティスパーク / モニター）
- 故郷の詩（2006年、ロンドマン）
- 薄桜鬼シリーズ（2008年、雪村網道）

### BLCD
- 籠蝶は花を恋う（2006年、楼主）

### 吹き替え

#### 映画
- アリゲーター/愛と復讐のワニ人間
- アルティメット2 マッスル・ネバー・ダイ
- エクスペンダブルズ
- エルモと毛布の大冒険
- 地獄の戦艦
- ジャンヌ・ダルク
- 卒業の朝
- 弾突 DANTOTSU
- デッド・レイン（エスピノーザ）
- バーダーズ 〜渡り鳥に魅せられて〜（キース）
- パワーレンジャー・ターボ・映画版・誕生!ターボパワー（ゾードン）
- ハングオーバー!!! 最後の反省会（ヘクター）
- ヒットラー（ヨーゼフ・ゲッベルス〈ジャスティン・サリンジャー〉）
- ブラック・ライト
- ベイルート（ハーツバーグ）
- レッドベルト 傷だらけのファイター
- ロック、ストック&トゥー・スモーキング・バレルズ（ウィンストン（スティーヴン・マッキントッシュ））

#### ドラマ
- iCarly
- エレメンタリー ホームズ&ワトソン in NY5
- キャロライン in N.Y.
- 新・逃亡者
- 孫子兵法（高鷙）
- ディフェンダーズ 闘う弁護士
- Dr.HOUSE
- ニキータ（警備員）
- PERSON of INTEREST 犯罪予知ユニット
- バフィー 〜恋する十字架〜（運転手）
- パワーレンジャーシリーズ
  - パワーレンジャー（ゾードン〈2代目〉、フィニスター、キャプラン、メガゾードコンピューター〈2代目〉、ゼイン、他）
  - パワーレンジャー・ターボ（ゾードン、キャプラン、クロスパッチ、陸上部コーチ）
  - パワーレンジャー・イン・スペース（ゾードン）
- ハリーズ・ロー 裏通り法律事務所
- バンド・オブ・ブラザース（ダレル・パワーズ）
- プリズン・ブレイク
- ブルックリン・ナイン-ナイン（ハンク）
- プリティ・リトル・ライアーズ シーズン7
- ブルーブラッド 〜NYPD家族の絆〜 シーズン2
- ペンサコーラ（マルチネス）
- 弁護士イーライのふしぎな日常
- ホミサイド/殺人捜査課
- リュック・ベッソン ノーリミット（バゴ〈ベルナール・デトゥーシュ〉）
- ロストワールド 〜失われた世界〜（兵士6）
- 私はラブ・リーガル

#### アニメ
- サウスパーク（アダムス博士）
- スーパーマン（ビッポ）
- スパイダーマン（エイブラハム・ホイッスラー）
- スパイダーマン・アンリミテッド（ブロムリー）

### ボイスオーバー
- 現代の驚異
- ナショナルジオグラフィック
- BS世界のドキュメンタリー
- ヒストリーズミステリーズ

### ナレーション
- 住商ホームショッピング

### テレビ
- おもちゃ大陸プトラパトラ（ハーディの声）
- 冒険!アスファル島

### 映画
- テルマエ・ロマエII（2014年、ローマ人の声）

### 人形劇
- ブーバ先生（カブトロー、テントムリン、デンデン丸の声）

### 特撮
- スーパー戦隊シリーズ
  - 救急戦隊ゴーゴーファイブ（1999年、グールの声）
  - 未来戦隊タイムレンジャー（2000年、ジャグルの声）